# Iridomyrmex agilis
Iridomyrmex agilis es una especie de hormiga del género Iridomyrmex, subfamilia Dolichoderinae. Fue descrita científicamente por Forel en 1907.
Se distribuye por Australia. Se ha encontrado a elevaciones de hasta 555 metros. Vive en microhábitats como rocas y piedras, en montículos y forrajes.